# Manuel Castro Quesada
Manuel Castro Quesada (San José, 24 de diciembre de 1877 - 27 de enero de 1950) fue un político y diplomático de Costa Rica. Fue hijo de Florencio Castro Rodríguez y Dolores Quesada Esquivel.
Se graduó de bachiller en el Liceo de Costa Rica en 1895 y de Licenciado en Leyes en la Escuela de Derecho de Costa Rica.
Fue Secretario de Relaciones Exteriores, Justicia, Gracia, Culto y Beneficencia del 8 de mayo de 1910 al 17 de diciembre de 1913, fecha en que renunció para apoyar la coalición entre el Partido Republicano y el Partido Civil en torno a la candidatura de don Rafael Iglesias Castro. Sin embargo, en abril de 1914 apoyó el nombramiento de don Alfredo González Flores, y el 8 de mayo de 1910 siguiente fue designado nuevamente como Canciller, cargo al que renunció a partir del 1 de julio de 1915, para asumir el de Ministro Plenipotenciario de Costa Rica en Washington.
En enero de 1917, cuando se encontraba en Costa Rica, se produjo el golpe militar de Federico Tinoco Granados y se asiló en la Legación de los Estados Unidos junto con el presidente González. Colaboró activamente con este durante su exilio en los Estados Unidos.
En 1928 fue nombrado nuevamente como Ministro Plenipotenciario en los Estados Unidos y fue también concurrente en México y Cuba. En 1931 renunció a ese cargo y presentó su candidatura a la presidencia de la República. Después de las elecciones, y por haber protagonizado la asonada conocida como el Bellavistazo, renunció a su candidatura.